# Miesso
« Mieso (woreda, Somali) » redirige ici. Pour les autres significations, voir Mieso.
« Mulo (woreda, Somali) » redirige ici. Pour les autres significations, voir Mulo.
Miesso (orthographié Miesso,, ou  Mieso[réf. souhaitée], anciennement Mulo,) est un woreda de l'est de l'Éthiopie situé dans la zone Siti de la région Somali. Ce district essentiellement rural a 71 481 habitants en 2007.
Situé dans le nord de la région Somali à l'extrémité ouest de la zone Siti, ce district est limitrophe de la zone Gabi Rasu (ou zone 3) de la région Afar et limitrophe de la zone Ouest Hararghe de la région Oromia.
|         | Gewane |       |
| Amibara | Miesso | Afdem |
|         | Mieso  |       |

Le recensement national de 2007 fait état pour ce district d'une population de 71 481 habitants dont 1 % de citadins qui sont les 903 habitants d'une localité appelée Mulo,.
La quasi-totalité des habitants (99 %) sont musulmans.
En 2022, la population est estimée sur le même périmètre à 103 767 personnes avec une densité de population de 42 personnes par km2 et 2 458 km2 de superficie.
Le district se réduit cependant à 864 km2 au début des années 2020, du fait de transferts de territoires vers Afdem,  Gota Biki et la région Afar[à vérifier].